# Alto Comedero
Alto Comedero és un sector situat en la zona sud de la ciutat de San Salvador de Jujuy a 4 km d'aquesta ciutat, que alberga els barris Sargento Cabral, Exodo Jujeño, Balcon del Comedero, entre d'altres.
Alto Comedero concentra aproximadament la tercera part de la poblacion total de San Salvador de Jujuy i té un alt creixement demogràfic, ja que permanentment rep migrants de l'interior de la província de Jujuy, de la veïna província de Salta i de països amb els quals limita.
Aquest sector de San Salvador de Jujuy compta amb els serveis d'un Hospital, Cos de Bombers, comissàries policials i escoles d'ensenyament primari i secundària.
Es va desenvolupar i va créixer en la dècada dels noranta, més precisament en l'etapa del model neoliberal en l'Argentina.